# Ich hab Polizei
Ich hab Polizei ist ein Rapsong, den Jan Böhmermann im Jahr 2015 unter dem Pseudonym POL1Z1STENS0HN veröffentlichte. Das zum Song gehörende Musikvideo wurde am 26. November 2015 in der Sendung Neo Magazin Royale auf ZDFneo gezeigt und anschließend auf YouTube und Downloadportalen veröffentlicht. Der Text sowie die Verwendung des Böhmermann fremden Soziolekts lösten ein deutschlandweites Medienecho aus. Das YouTube-Video wurde in den ersten Tagen mehrere Millionen Mal aufgerufen. Der Song platzierte sich in den Download-Rankings von GfK Entertainment in der ersten Woche auf Platz sechs. In den deutschen Single-Charts stieg der Song am 4. Dezember auf Platz zehn ein, wo er sich insgesamt 4 Wochen in den Top 100 halten konnte. Im August 2016 veröffentlichte Böhmermann den Song Blasserdünnerjunge macht sein Job erneut unter dem Pseudonym POL1Z1STENS0HN und erreichte damit Platz 99 der offiziellen Single-Charts.

## Inhalt
Der Text des Songs nimmt stilistische Anleihen bei Rappern wie Haftbefehl und Kay One. Etwa übernimmt Böhmermann mit „Ich hab, ich hab, ich hab, ich hab“ eine Textstelle, die im Song Style & das Geld von Kay One und Bushido auf „Style und das Geld“ endet, bei Böhmermann aber zu „Polizei“ verfremdet wird.
Der Protagonist verlässt im Videoclip zum Song nachts ein Gebäude über den Hinterausgang und geht zu seinem Auto. Dort konfrontiert ihn eine Gruppe Männer unter Zurschaustellung diverser Waffen. Der sichtlich eingeschüchterte Protagonist wählt mit seinem Mobiltelefon den Notruf, woraufhin er sich in einen Gangster-Rapper mit Bomberjacke (mit der Aufschrift „Cop Life“, eine Anspielung an den Begriff „Thug Life“), Kapuzenpullover sowie Sonnenbrille verwandelt und von Polizisten umringt wird. Im Stil typischer Videos des Genres (insbesondere von Haftbefehl) lobt der Protagonist daraufhin in Form von Battle-Rap die Polizei und diffamiert Personen, die sich als Gangster im Sinne des Genres verstehen. Die vordergründig positive Darstellung der Polizei erhält durch die für Battle-Rap typische Komponente der Übertreibung einen kritischen Unterton. So rappt der Protagonist des Videos unter anderem: „Brichst du (das) Gesetz, bricht dir Polizei die Beine.“
Wie der Songtext beinhaltet auch das Video zahlreiche Anspielungen auf Künstler und Elemente der Gangsta-Rap-Subkultur. So hat der Protagonist zwar auf den Fingern seiner linken Hand A.C.A.B. („All Cops Are Bastards“) tätowiert, was durch ein N („Not“) am Zeigefinger der anderen Hand aber wieder relativiert wird. In einer wiederkehrenden Szenerie des Videos fährt der Protagonist zudem mit einer Polizistin vor einem Sonnenuntergang Motorrad, wobei die Beamtin rücklings vor ihm sitzt. Es handelt sich hierbei um eine Persiflage einer ähnlichen Szene aus einem Musikvideo zu Bound 2 von Kanye West.
Das Pseudonym POL1Z1STENS0HN („Polizistensohn“ in Leetspeak), das sich Böhmermann für das Video gegeben hat, ist eine Anspielung darauf, dass dieser tatsächlich Sohn eines Polizeibeamten ist. Die Ziffern stellen dabei die Notrufnummer der Polizei in Deutschland dar (110).
In Referenz an die bei der Polizei gebräuchliche Dienstpistole Walther P99 wird das Lied Mein Gott, Walther (1975) von Mike Krüger gesampelt.

## Rezeption

### Kritik
Laut Katja Engelhardt auf Bayern 2 kann das Video sowohl als Kritik am Genre des Gangsta-Rap, hier vor allem den sprachlichen Stilmitteln und der bandenmäßigen Gewalt, als auch an der Polizei, insbesondere dem Missbrauch des staatlichen Gewaltmonopols, verstanden werden.
Der Journalist und ehemalige Labelbetreiber Marcus Staiger beschuldigte Böhmermann auf der Musikwebsite Noisey, dass er „standesgemäße Überheblichkeit“ aufweise und kritisierte: „Ihr verarscht Leute, weil sie weniger Bildung haben, weil sie weniger Geld besitzen und weil sie gesellschaftlich unter euch stehen.“
Böhmermann wurde mit dem Vorwurf konfrontiert, dass er die Sprache von Migranten verspotte und über deren Subkultur herziehe. Böhmermann antwortete auf diese Kritik: „Ach, da sind doch nur ein paar Sozialkundekartoffeln entsetzt aus ihren selbst gebastelten Kredibilitätsnestern zurück auf die Straße gefallen. Mehr ist nicht passiert.“ Er nannte die Kritik „die Schattenseiten der zunehmenden Akademisierung des Lyrikstandorts Deutschland“ und ergänzte: „If hip hop is dead, you killed it, not me. Und wem was nicht passt, der kann ja jederzeit die Polizei rufen.“
Auf Zeit Online kommentierte David Hugendick, Böhmermanns „humoristische Annäherung“ sei „ein durchaus legitimes Mittel der Kunstrezeption“. Dies bedeute nicht, dass die Musik vom gut situierten „Mittelschichtmilieu“ vereinnahmt und verächtlich gemacht werde. Diese Musik sei genauso zum Diskurs freigegeben wie jedes andere massenkulturelle Phänomen. Böhmermanns Kritiker stellten dagegen „eine subkulturelle Hausordnung auf, die vorschreibt, wie man diese Musik zu hören und zu erzeugen habe, wenn man mitspielen möchte“.

### Weitere Reaktionen
Der Rapper Haftbefehl, dessen Stil Böhmermann mit Ich hab Polizei karikierte, veröffentlichte kurz darauf den Titel CopKKKilla mit entsprechendem Musikvideo. Viele Medien sehen dies als direkte Reaktion auf Böhmermanns Song.
Der Rapper Fler nahm für sich in Anspruch, der eigentliche Adressat des Songs zu sein: „Er will mit dem Song zeigen: Fler hat mich bedroht. Ich habe Polizei, mir kann keiner was.“ Er hatte an Böhmermann gerichtet getwittert: „ich werde dich finden und dich ficken.“ Als Reaktion auf den Song erneuerte Fler seine frühere Drohung, Böhmermann Gewalt anzutun. Er sagte: „Wenn ich ihn sehe, haue ich ihm auf die Fresse.“
In seiner Parodie mit dem Titel #WirHamInternet veralberte der YouTuber Marti Fischer (The Clavinover) Böhmermann als „Fernsehgesicht“, dessen ZDF-Publikum  im Altenheim sitze.
Der Rapper Kollegah äußerte, er finde es „traurig“, dass sich die Rap-Szene durch ihren „Hate“ auf Böhmermann als so schwach und empfindlich dargestellt habe. Seiner Comedy eine solche Relevanz beizumessen, zeuge von eigener Schwäche. Als „stärkste Jugendkultur“ müsse sich deutscher Rap nicht bedroht fühlen, unabhängig von jeglichen Artikeln in Zeitungen und Magazinen. Außerdem sei Böhmermann gar kein Gegner des Rap. Man solle ihn nicht als Feind sehen und „die Kirche im Dorf lassen“.

## Weitere Versionen
Neben dem originalen Titel existieren zwei weitere offizielle Versionen. Die erste Version Ich bin Polizei mit dem Zusatz Streifenwagen Edit enthält eine veränderte Audiospur, bei der die Aussagen jeweils aus Sicht eines Polizisten erfolgen und der Text vom Autor zum Teil erheblich präzisiert wurde. So ist im offiziellen Video z. B. davon die Rede, dass die Polizei einen „Doktor“ hat (gemeint: „Arzt“), während es in Ich bin Polizei heißt, dass die Polizei zur Blutentnahme einen „Doktor“ ruft.
Daneben ist eine Instrumentalversion des Liedes veröffentlicht worden.
In Folge 48, einer Musical-Revue des Neo Magazin Royale, wird eine Live-Version von Ich hab Polizei aufgeführt, interpretiert von Böhmermann, der Live-Band Die Freie Radikale sowie Redaktionsmitglied Max Bierhals als Background-Sänger und William Cohn als Motorradpolizist.
Im Rahmen von Live-Tourneen von Jan Böhmermann und dem Rundfunk-Tanzorchester Ehrenfeld 2018, 2019 und 2023 folgten weitere Liveauftritte mit diesem Titel.

### Recht kommt (K.O. in KA)
Zu Beginn des Jahres 2018 folgte Recht kommt (K.O. in KA). Das Lied beschäftigt sich mit dem Justizwesen. Die in dem Lied auftauchende Kunstfigur Justice ist angelehnt an Justitia.

## Nominierungen
- 2016: Deutscher Webvideopreis in der Kategorie „Best Video of the Year“